# تل العجول

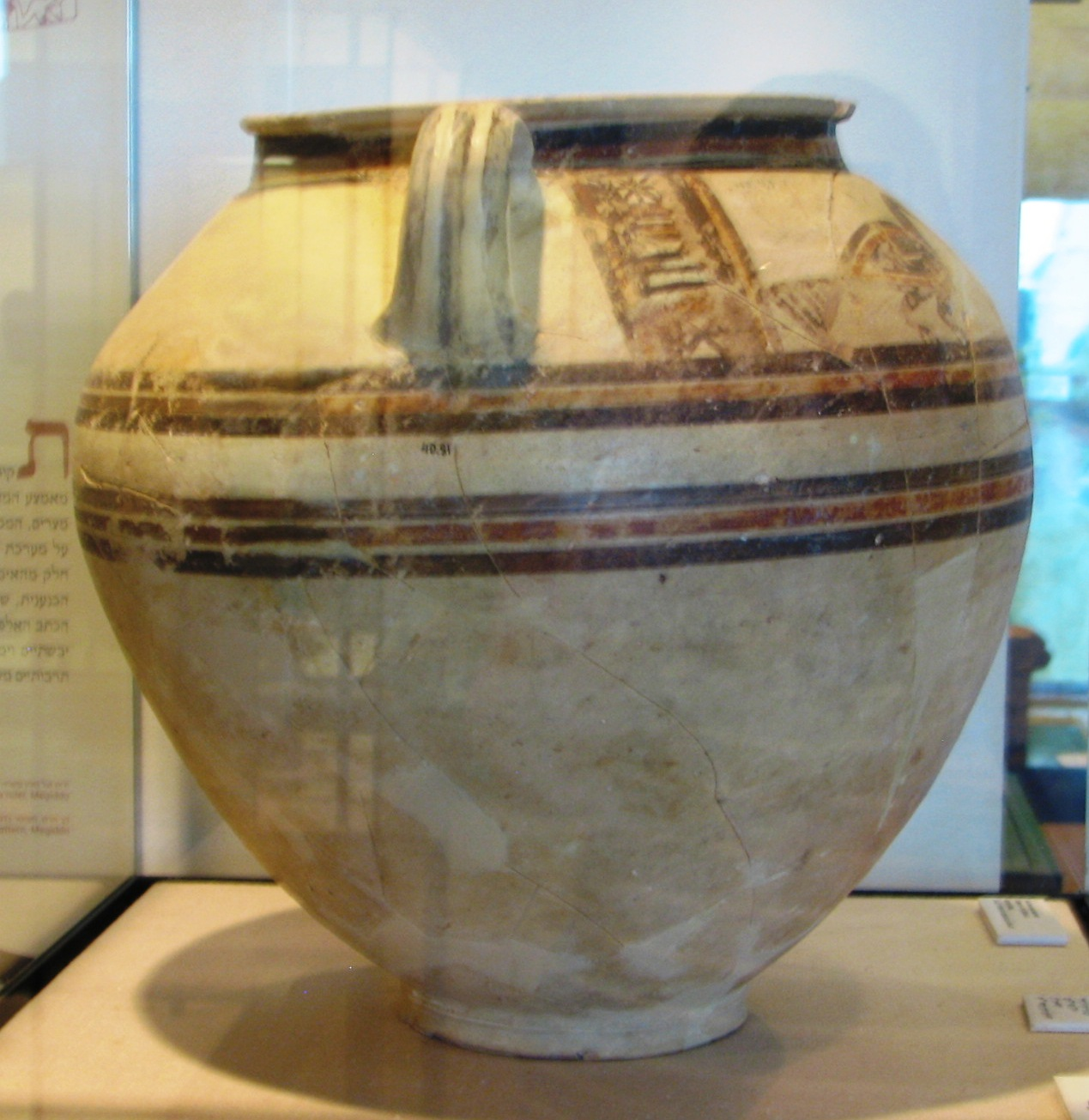

تل العجول هي منطقة تقع جنوبي غزة. يعود تاريخها إلى الحضارة البيزنطيّة التي احتلت منطقة كانت شبه معدومة وسط قطاع غزة، أطلق عليها الفاتحون «تل العجول» نسبة لتربية سكانها القدماء للماشية. يتميز موقع تل العجول الأثري باحتوائه على مجموعة كبيرة من القطع الأثرية الفخارية والأواني والنقود المعدنية المميزة بتاريخها القديم. كما أن موقع تل العجول وسط غزة شكل بوابة دخول الفاتحين والمحاربين للقطاع الساحلي.

## تاريخها
يعود تاريخ الاستيطان البشري في هذه المنطقة إلى الألفية الرابعة قبل الميلاد. كان لهذه المنطقة علاقة تجارية مع مصر وسوريا وجزيرة كريت وغيرها. كما كان يحيط بها سور له أبواب وأبراج، وزادت أهمية هذه المنطقة في عهد الهكسوس (ملوك الرعاة) منذ سنة 1700ق.م، وملوك الدولة المصرية القديمة( الفراعنة).

## معارك
جرت في الموقع العديد من المعارك الشهيرة في التاريخ الإسلامي، من أبرزها ما دار بين الأيوبيين والصليبيين، إضافة إلى المعارك التي نشبت بين المماليك والصليبيين، وخلال العصر العثماني دارت العديد من المعارك بين العثمانيين وقوات الحلفاء التي احتلت فلسطين.

## أثآر
تم القيام بحفريات أثرية هامة بين عامي 1931-1934م، وتم الكشف عن الكثير من الآثار الهامة التي تثبت تاريخ المنطقة منذ أقدم العصور، كما قامت فيه حفرية أخرى عام 1999م، وتم العثور على مجموعة من الآثار المتنوعة كالفخارية والعاجية والذهبية والزجاجية، التي تثبت تاريخ غزة خلال العصر الكنعاني القديم.

### العثور علىعجل ذهبي
في تاريخ 1 نيسان سنة 1932 عثر عالم الأثار ألمستر فلندرس بيري على عجل ذهبي في تل العجول. سجل بأن طوله يبلغ ستة أمتار وعلوه ثلاثة أمتار وله قرون صغيرة من الماس الثمين، وفي موضع عينه ماستان سوداوان كبيرتان. له أربعة أجنحة يبلغ طول الواحد منها أربعة أمتار، أما وزنه فيبلغ خمسة قناطير وعشرة أرطال وسبعة دراهم. لما علم العمال العرب أن هذا العجل هو معبود اليهود سابقاً ثاروا على عمال التنقيب واختطفوه من أيديهم، وذهبوا به إلى عرب الحناجرة لئلا يدعي اليهود أنه من ممتلكاتهم.

## وصلات خارجية
- موقع بلدية غزة
- تل العجول على خريطة جوجل